# فرخنده ارغوانی‌پوش
فرخنده ارغوانی‌پوش (نام علمی: Iridosornis porphyrocephalus) گونه‌ای از پرندگان تیرهٔ فرخندگان (Thraupidae) است که در کلمبیا و اکوادور یافت می‌شود. زیستگاه‌های طبیعی آن جنگل‌های کوهستانی نمناک نیمه‌گرمسیری یا گرمسیری و جنگل‌های پیشین به شدت تخریب شده است. نابودی زیستگاه آن را تهدید می‌کند.